# حمض الغاما-أمينوبيوتيريك
حمض غاما -أمينوبيوتيريك (بالإنجليزية: gamma-aminobutyric acid)‏ ويُسمى اختصارًا غابا (GABA) هو الناقل العصبي المثبط الرئيسي في الجهاز العصبي المركزي في الثدييات. إنه يلعب دورًا الرئيسيًا في الحد من استثارة الخلايا العصبية في جميع أنحاء الجهاز العصبي. في البشر، غابا هو أيضًا المسؤول المباشر عن تنظيم العضلات.

## الوظيفة

### ناقل عصبي
في الفقاريات، غابا يعمل كمثبط لنقاط الاشتباك العصبي في الدماغ عن طريق الإرتباط بغشاء مستقبلات معين في غشاء البلازما في كل العمليات العصبية قبل وبعد التشابك. هذا الربط يتسبب في افتتاح قنوات الأيون للسماح بتدفق إما أيونات سالبة الشحنة كلوريد في الخلايا أو موجبة الشحنة البوتاسيوم وهي أيونات خارج الخلية. يؤدي هذا الإجراء إلى تغيير سلبي في الجهد عبر الغشاء، وهذا عادةً ما يسبب فرط الاستقطاب. فئتين معروفتين عموميتين لمستقبلات جابا: مستقبلات جابا A حيث يعد المستقبل هو جزء من مركب ligand-gated ion channel , و GABAB receptorB metabotropic receptor، التي هي G-مستقبلات البروتين المقترن أن القنوات الأيونية تفتح أو تغلق طريق وسطاء (بروتين G).

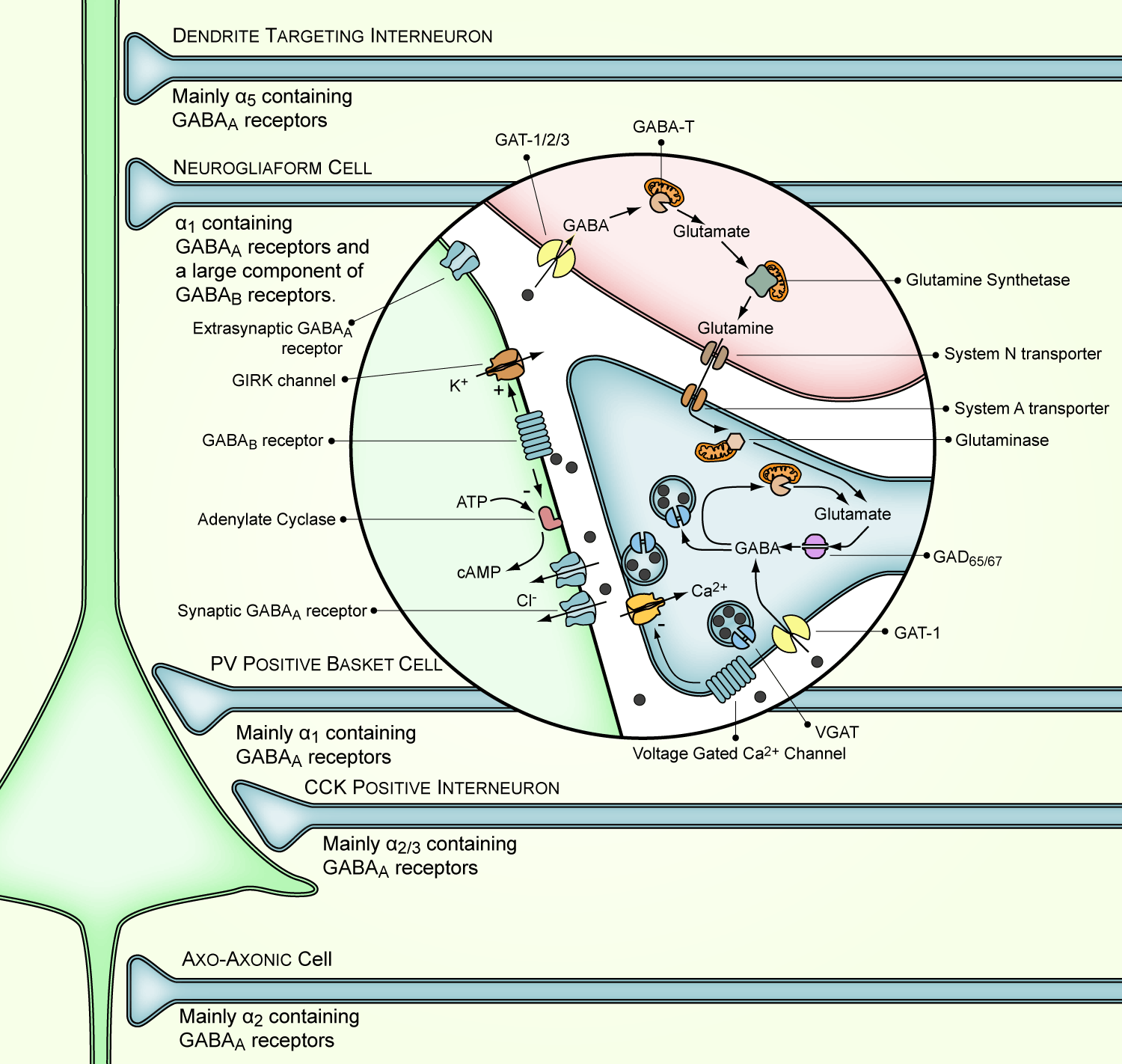
إنتاج حمض الغاما-أمينو بيوتيريك،وإطلاقه (تحريره)،وعمله (نشاطه ووظيفته)،وتحلله كما هو موضح عند شق تشابكي مطلق لهذا الحمض.

وتسمى الخلايا العصبية التي تنتج غابا والخلايا العصبية التي تنتج GABAergic، ويكون العمل مثبطا بصورة رئيسية في المستقبلات في الفقاريات الكبار. خلايا متوسطة شائكة هي مثال نموذجي لتثبيط الجهاز العصبي المركزي خلايا GABAergic. في المقابل، غابا تظهر على حد سواء الإجراءات المثيرة و المثبطة في الحشرات، مؤدية بالتوسط للعضلة في تفعيل نقاط الاشتباك العصبي بين العصب وخلايا العضلات، وكذلك تحفيز بعض الغدد. في الثدييات، وبعض الخلايا العصبية GABAergic، مثل خلايا الثريا، هي أيضًا قادرة على إثارة نظرائهم من الجلوتاميرجيك.